# Trachymedusae
Las traquimedusas (Trachymedusae) son un orden de hidrozoos de la subclase de los traquilinos. Carece de fase de pólipo.

## Características
Las traquimeduses carecen de lóbulos en el borde de la umbrela, però sí tentáculos que pueden ser sólidos o sólidos y huecos, con un  anillo de tejido engrosado que tiene una gran cantidad de nematocistos, el número de canales radiales es de  4, 6, 8 o más de 8, aunque 8 es lo más común. Las gónadas generalmente se encuentran en el canal radial o donde se conectan el canal radial y el manubrio. 

## Historia natural
Las  traquimedusas se reproduce sexualmente durante la etapa de medusa y carece de etapa de pólipo.
Se encuentran principalmente en las profundidades del océano, entre los 70 y 2000 metros.

## Taxonomía
El orden de las traquimedusas incluye cuatro familias:
- Familia Halicreatidae Fewkes, 1886
- Familia Petasidae Haeckel, 1879
- Familia Ptychogastriidae Mayer, 1910
- Familia Rhopalonematidae Russell, 1953